# Andrea Costa (Fußballspieler)
Andrea Costa (* 1. Februar 1986 in Reggio nell’Emilia) ist ein italienischer ehemaliger Fußballspieler.

## Karriere
Costas Laufbahn begann bei seinem Heimatverein, der AC Reggiana. Nachdem er 2003 in den Profikader übernommen worden war, absolvierte er in seiner Debütsaison 2003/04 zehn Spiele für Reggiana. In der Hinrunde der Folgesaison kam er auf sechs weitere Einsätze, bevor er im Januar 2005 zum FC Bologna wechselte. Für diesen bestritt er in der Rückrunde 2004/05, in der Bologna in die Serie B abstieg, kein Spiel. In den Spielzeiten 2005/06 und 2006/07 kam er regelmäßig zum Einsatz. Nach acht weiteren Partien in der Hinrunde der Saison 2007/08 wechselte er im Januar 2008 zum Erstligisten Reggina Calcio. Für diesen bestritt er in der Rückrunde 2007/08 zehn Partien. In der Spielzeit 2008/09 konnte sich Costa in die Stammelf spielen und absolvierte 36 Spiele für Reggina und erzielte einen Treffer, stieg mit dem Verein jedoch ab. In den beiden Folgesaisons blieb Costa weiterhin wichtiger Bestandteil der Mannschaft, wechselte im Sommer 2011 jedoch für eine Million Euro zu Sampdoria Genua. Er konnte in seiner ersten Saison für Samp den sofortigen Wiederaufstieg in die Serie A feiern und absolvierte 25 Ligapartien. In den beiden folgenden Spielzeiten konnte er sich mit den Blucerchiati in der obersten Spielklasse halten. Zur Saison 2014/15 wechselte er zum Ligakonkurrenten FC Parma. Nach dessen Insolvenz wechselte Costa zur Saison 2015/16 zum FC Empoli.
Im Sommer 2017 wechselte Costa zu Benevento Calcio.

## Erfolge
- Aufstieg in die Serie A: 2007/08, 2011/12